# Куп Југославије у фудбалу 1991/92.
Куп Југославије у фудбалу 1991/92. било је 44. национално нокаут-такмичење у Социјалистичкој Федеративној Републици Југославији, које се одржавало током распада државе.
Републике Хрватска и Словенија прогласиле су своју независност 25. јуна 1991. године. Споразумом из Бриона, две су републике одложиле спровођење независности до 8. октобра. Док су две земље номинално још увек биле део Југославије, њихови су се клубови повукли из југословенског фудбалског система. Током шампионата, Македонија и Босна и Херцеговина прогласиле су независност 8. септембра 1991, односно 5. марта 1992. Савезну Републику Југославију су 28. априла 1992. године установиле Црна Гора и Србија.
Пре ове сезоне, пехар додељиван победнику носио је назив Куп Маршала Тита.

## Рунда 32
| Домаћи тим            | Резултат | Гостујући тим                      |
| --------------------- | -------- | ---------------------------------- |
| Борац Бања Лука       | –        | Инкер Запрешић (повукао се)        |
| Будућност Титоград    | 0–2      | Црвена звезда                      |
| Црвена звезда Гњилане | –        | Олимпија Љубљана (повукао се)      |
| Бечеј                 | 5–0      | Раднички Ниш                       |
| Бор                   | 1–3      | Земун                              |
| Игман Илиџа           | 0–3      | Партизан                           |
| Напредак Крушевац     | –        | Ријека (повукла се)                |
| Пролетер Зрењанин     | –        | Хрватска Ђаково (повукла се)       |
| Избор ЈНА             | –        | ХАШК Грађански Загреб (повукао се) |
| Слобода Тузла         | –        | Хајдук Сплит (повукао се)          |
| Сутјеска Никшић       | 1–0      | Сарајево                           |
| Томислав Томиславград | 0–4      | Рад                                |
| Вардар                | –        | Осијек (повукао се)                |
| Војводина             | 1–0      | Слобода Титово Ужице               |
| Врбас                 | 1–3      | Вележ Мостар                       |
| Жељезничар Сарајево   | –        | Ровињ (повукао се)                 |

## Осминафинала
| Тим 1             | Укупно | Тим 2                 | 1.  | 2.  |
| ----------------- | ------ | --------------------- | --- | --- |
| Црвена звезда     | 6–4    | Бечеј                 | 4–3 | 2–1 |
| Земун             | 1–2    | Жељезничар Сарајево   | 1–1 | 0–1 |
| Напредак Крушевац | 3–1    | Борац Бања Лука       | 3–0 | 0–1 |
| Партизан          | 7–1    | Вардар                | 4–1 | 3–0 |
| Пролетер Зрењанин | 1–2    | Слобода Тузла         | 0–0 | 1–2 |
| Избор ЈНА         | 2–3    | Рад                   | 2–0 | 0–3 |
| Вележ Мостар      | 10–2   | Сутјеска Никшић       | 6–1 | 4–1 |
| Војводина         | 10–1   | Црвена звезда Гњилане | 6–0 | 4–1 |

## Четвртфинале
| Тим 1             | Укупно | Тим 2               | 1.  | 2.  |
| ----------------- | ------ | ------------------- | --- | --- |
| Напредак Крушевац | 4–4    | Слобода Тузла       | 3–1 | 1–3 |
| Партизан          | 5–2    | Војводина           | 4–0 | 1–2 |
| Рад               | 2–4    | Црвена звезда       | 2–1 | 0–3 |
| Вележ Мостар      | 2–3    | Жељезничар Сарајево | 1–0 | 1–3 |

## Полуфинале
| Тим 1         | Укупно | Тим 2               | 1.  | 2.   |
| ------------- | ------ | ------------------- | --- | ---- |
| Црвена звезда | 3–2    | Напредак Крушевац   | 2–2 | 1–0  |
| Партизан      | 5–0    | Жељезничар Сарајево | 2–0 | 3–01 |

1 ^  Повратна утакмица требала је бити одиграна 6. маја 1992. године, али због рата у БиХ и клуба Жељезничар који је напустио такмичење, меч се није одиграо. Партизану је тиме додељена победа од 3–0.

## Финале

### Прва утакмица
| Домаћи клуб                             | Резултат | Гостујући клуб |
| --------------------------------------- | --- | --- |
| Црвена звезда                           | 0 – 1 | Партизан |
| Датум                                   | 14. мај 1992. | 14. мај 1992. |
| Стадион                                 | Маракана, Београд, Србија | Маракана, Београд, Србија |
| Похађање                                | 33.024 | 33.024 |
| Судија                                  | Сава Аврамовић | Сава Аврамовић |
| Црвена звезда (тренер: Владица Поповић) | Драгоје Лековић, Душко Радиновић, Горан Василијевић, Владимир Југовић, Милорад Ратковић, Илија Најдоски, Илија Ивић, Елвир Болић, Дарко Панчев, Дејан Савићевић (6' Саша Недељковић ), Синиша Михајловић (49' Славиша Чула) | Драгоје Лековић, Душко Радиновић, Горан Василијевић, Владимир Југовић, Милорад Ратковић, Илија Најдоски, Илија Ивић, Елвир Болић, Дарко Панчев, Дејан Савићевић (6' Саша Недељковић ), Синиша Михајловић (49' Славиша Чула) |
| Партизан (тренер: Ивица Осим)           | Фахрудин Омеровић, Вујадин Станојковић, Будимир Вујачић, Џони Новак, Гордан Петрић, Славиша Јокановић, Горан Богдановић, Предраг Мијатовић (89 ' Небојша Гудељ), Слађан Шћеповић, Бранко Брновић, Слободан Крчмаревић       | Фахрудин Омеровић, Вујадин Станојковић, Будимир Вујачић, Џони Новак, Гордан Петрић, Славиша Јокановић, Горан Богдановић, Предраг Мијатовић (89 ' Небојша Гудељ), Слађан Шћеповић, Бранко Брновић, Слободан Крчмаревић       |
| Напомене                                | Стрелци: 0–1 Вујачић (36') | Стрелци: 0–1 Вујачић (36') |

### Узвратна утакмица
| Домаћи клуб                             | Резултат | Гостујући клуб |
| --------------------------------------- | --- | --- |
| Партизан                                | 2 – 2 | Црвена звезда |
| Датум                                   | 21. мај 1992 | 21. мај 1992 |
| Локале                                  | Стадион ЈНА, Београд, Србија | Стадион ЈНА, Београд, Србија |
| Похађање                                | 39.370 | 39.370 |
| Судија                                  | Зоран Петровић | Зоран Петровић |
| Партизан (тренер: Ивица Осим)           | Фахрудин Омеровић, Вујадин Станојковић, Небојша Гудељ, Џони Новак, Гордан Петрић, Славиша Јокановић, Горан Богдановић (од 88' Слободан Милетић), Предраг Мијатовић, Слађан Шћеповић (53' Љубомир Воркапић ), Бранко Брновић, Слободан Крчмаревић | Фахрудин Омеровић, Вујадин Станојковић, Небојша Гудељ, Џони Новак, Гордан Петрић, Славиша Јокановић, Горан Богдановић (од 88' Слободан Милетић), Предраг Мијатовић, Слађан Шћеповић (53' Љубомир Воркапић ), Бранко Брновић, Слободан Крчмаревић |
| Црвена звезда (тренер: Владица Поповић) | Драгоје Лековић, Душко Радиновић, Митко Стојковски (35 ' Горан Василијевић), Владимир Југовић, Миодраг Белодедић, Александар Кристић, Илија Ивић, Елвир Болић, Дарко Панчев, Милорад Ратковић, Синиша Михајловић                                 | Драгоје Лековић, Душко Радиновић, Митко Стојковски (35 ' Горан Василијевић), Владимир Југовић, Миодраг Белодедић, Александар Кристић, Илија Ивић, Елвир Болић, Дарко Панчев, Милорад Ратковић, Синиша Михајловић                                 |
| Напомене                                | Стрелци: 0–1 Михајловић (37'), 1–1 Мијатовић (65'), 1–2 Панчев (71'), Јокановић (76'), 2–2 | Стрелци: 0–1 Михајловић (37'), 1–1 Мијатовић (65'), 1–2 Панчев (71'), Јокановић (76'), 2–2 |

Датума 23. маја 1992, после финала купа, тренер Партизана, Ивица Осим, дао је оставку.